# Stránska
Stránska, ungarisch Oldalfala (bis 1948 slowakisch „Stránske“; ungarisch alternativ Oldalfalva) ist eine Gemeinde in der südlichen Mittelslowakei mit 367 Einwohnern (Stand 31. Dezember 2024), die im Okres Rimavská Sobota, einem Kreis des Banskobystrický kraj, liegt und zur traditionellen Landschaft Gemer gehört.

## Geographie
Die Gemeinde befindet sich im südöstlichen Teil des Talkessels Rimavská kotlina (Teil der größeren Einheit Juhoslovenská kotlina), auf rechtsseitiger Flurterrasse des Turiec und der Slaná. Das Ortszentrum liegt auf einer Höhe von 180 m n.m. und ist fünf Kilometer von Tornaľa sowie 22 Kilometer von Rimavská Sobota entfernt.
Nachbargemeinden sind Žiar im Norden, Tornaľa (Stadtteil Behynce und Hauptort) im Nordosten und Osten, Včelince im Südosten, Rumince im Süden und Figa im Westen.

## Geschichte

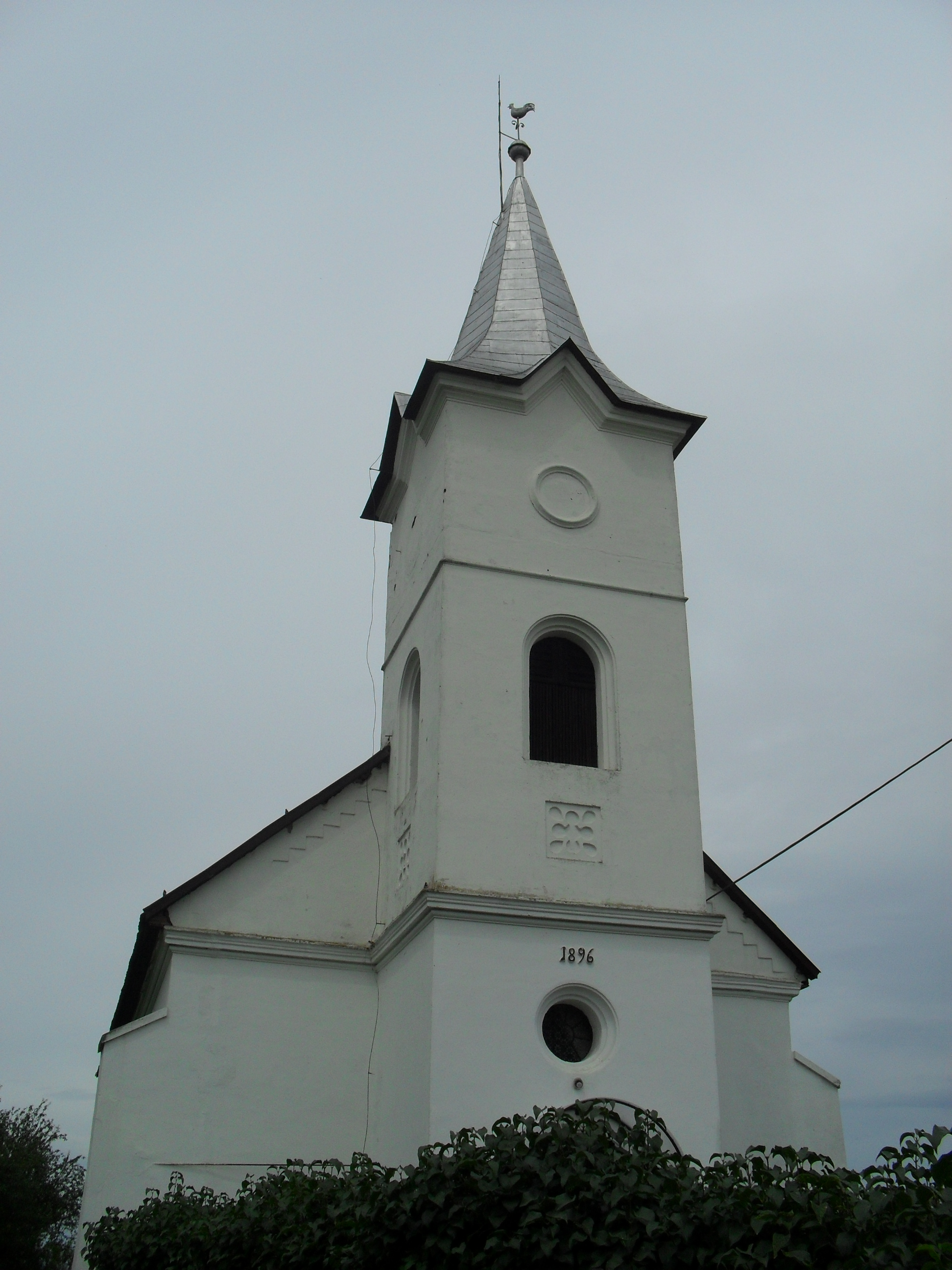
Reformierte Kirche in Stránska

Stránska wurde zum ersten Mal 1332–37 als Sanctus Spiritus schriftlich erwähnt, weitere historische Bezeichnungen sind unter anderen Zenthleluk beziehungsweise Zenthlelek (1335) und Odolfalva (1773). Stránska war Besitz der Familie Zách, abgelöst im Jahr 1335 durch die Familie Székely. In der Neuzeit gehörten die Ortsgüter verschiedenen Familien. 1556 wurde der Ort von den osmanischen Truppen verwüstet und erneut 1682 durch polnische Truppen, die zerstörte Siedlung blieb danach bis 1750 unbewohnt. 1773 gab es acht leibeigene Bauern- und zwei Untermieterfamilien, 1828 zählte man 40 Häuser und 280 Einwohner, die als Landwirte beschäftigt waren.
Bis 1918/19 gehörte der im Komitat Gemer und Kleinhont liegende Ort zum Königreich Ungarn und kam danach zur Tschechoslowakei beziehungsweise heute Slowakei. Auf Grund des Ersten Wiener Schiedsspruchs lag der Ort von 1938 bis 1944 noch einmal in Ungarn. 1947 ließen sich hier slowakische Repatrianten aus Ungarn nieder.

## Bevölkerung
| Jahr                | 1994 | 2004    | 2014    | 2024    |
| ------------------- | ---- | ------- | ------- | ------- |
| Anzahl der Personen | 314  | 318     | 343     | 367     |
| Unterschied         |      | +1,27 % | +7,86 % | +6,99 % |

| Jahr                | 2023 | 2024    |
| ------------------- | ---- | ------- |
| Anzahl der Personen | 363  | 367     |
| Unterschied         |      | +1,10 % |

Gemäß der Volkszählung 2011 wohnten in Stránska 344 Einwohner, davon 162 Slowaken, 133 Magyaren, 28 Roma und zwei Tschechen. 19 Einwohner machten keine Angabe zur Ethnie.
164 Einwohner bekannten sich zur römisch-katholischen Kirche, 60 Einwohner zur reformierten Kirche, jeweils sieben Einwohner zur Evangelischen Kirche A. B. und zur griechisch-katholischen Kirche, fünf Einwohner zu den christlichen Gemeinden und ein Einwohner zur evangelisch-methodistischen Kirche. 57 Einwohner waren konfessionslos und bei 43 Einwohnern wurde die Konfession nicht ermittelt.

## Baudenkmäler
- reformierte (calvinistische) Kirche aus dem Jahr 1931[6]
- Landsitz im klassizistischen Stil aus der ersten Hälfte des 19. Jahrhunderts

## Verkehr
Durch Stránska führt die Straße 1. Ordnung 16 zwischen Rimavská Sobota und Tornaľa, dazu besteht ein 2006 eröffnetes Teilstück der Schnellstraße R2, die südlich am Ort vorbei passiert. Der nächste Bahnanschluss ist im Bahnhof Tornaľa an der Bahnstrecke Bánréve–Dobšiná.